# قرار بازی (فیلم)
قرار بازی یا پلی‌دیت (به انگلیسی: Playdate) یک فیلم کمدی اکشن آمریکایی آماده اکران به کارگردانی لوک گرینفیلد و نویسندگی نیل گلدمن با بازی کوین جیمز، آلن ریچسون، سارا چالک، آلن تودیک، استیون روت و آیلا فیشر است.

## خلاصه داستان
برایان (جیمز) به تازگی از کارش اخراج شده است. او پدری خانه‌دار می‌شود. او دعوت یک پدر خانه‌دار دیگر را برای بازی با فرزندش می‌پذیرد که معلوم می‌شود آدم بی‌عرضه‌ای است.

## ساخت
فیلمبرداری در ۱۱ مارس ۲۰۲۴ در ونکوور، کانادا آغاز شد و در ۲۳ آوریل به پایان رسید.